# 戴夫·庫利爾
戴夫·庫利爾（1959年9月21日—）是美國的一位獨角喜劇演員、演員、電視節目主持人。他最著名的作品是在美國廣播公司情境喜劇歡樂滿屋中出演Joey Gladstone角色。他在高中就開始喜劇生涯。